# Cybosia quatrilis
Cybosia quatrilis là một loài bướm đêm thuộc phân họ Arctiinae, họ Erebidae.